# Amegilla nigritarsis
Amegilla nigritarsis är en biart som först beskrevs av Heinrich Friese 1905.  Amegilla nigritarsis ingår i släktet Amegilla och familjen långtungebin. Inga underarter finns listade i Catalogue of Life.